# Идомена
Идомена (др.-греч. Εἰδομένη) — персонаж древнегреческой мифологии из рода Эолидов, жена Амифаона. По одной версии мифа, она была дочерью Ферета, эпонима города Феры в Фессалии, то есть приходилась своему мужу родной племянницей; по другой, была дочерью аргосского царя Абанта. Существует и альтернативная генеалогия, в которой жену Амифаона зовут Аглая. Детьми Идомены были Биант, прорицатель Мелампод, Эолия (жена этолийского героя Калидона) и Перимела (жена Антиона).